# TRAPPIST-1 f
TRAPPIST-1 f è uno dei sette pianeti di tipo roccioso che orbitano intorno alla stella nana rossa ultrafredda TRAPPIST-1, distante all'incirca 40 anni luce dal Sole. È uno dei pianeti che si trovano nella zona abitabile del sistema, o almeno nei pressi del limite esterno.

## Caratteristiche

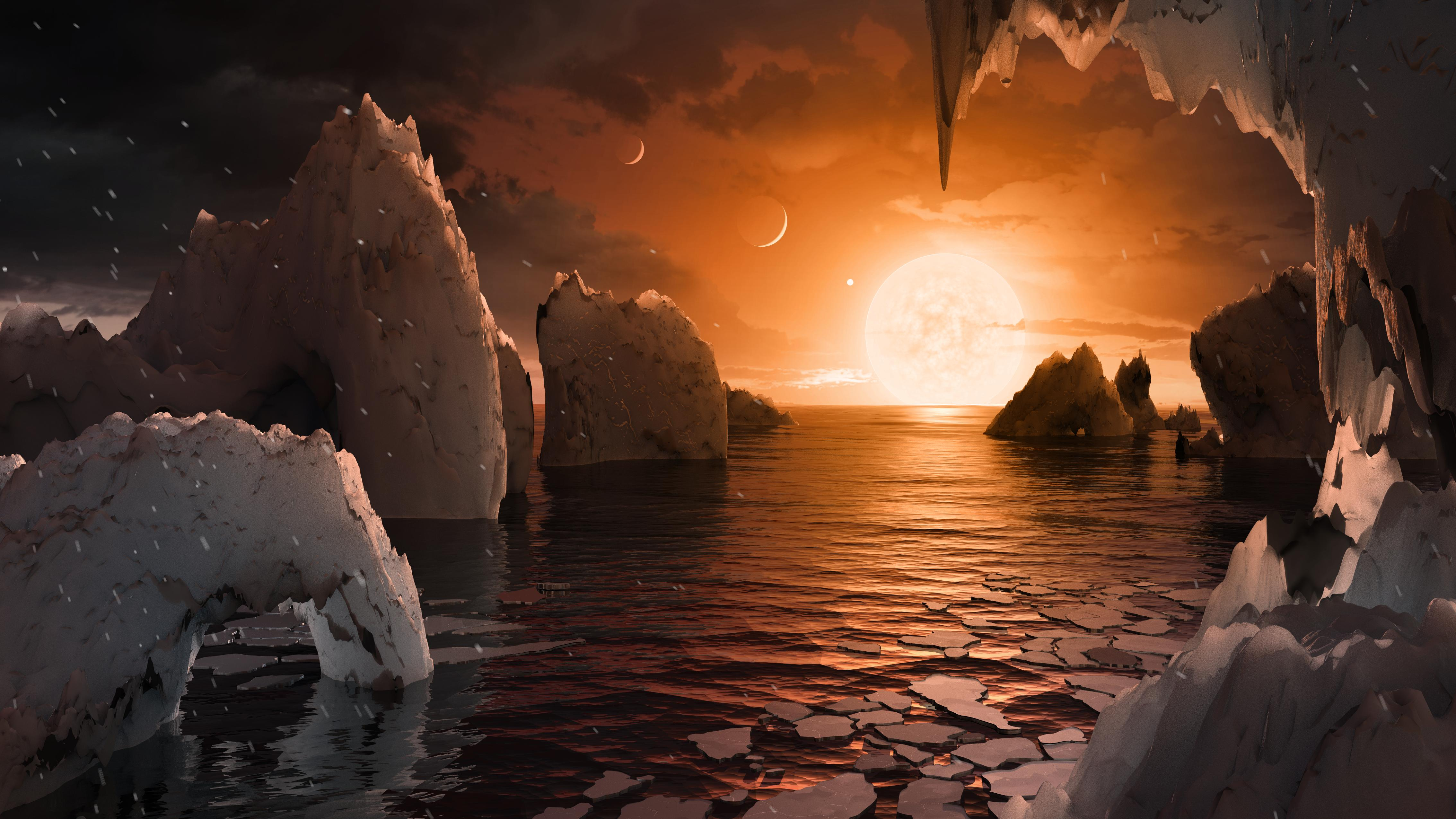
Immagine artistica della superficie di TRAPPIST-1 f; essendo probabilmente in rotazione sincrona la stella è fissa nel cielo di un punto della superficie lungo il terminatore, dove potrebbero esistere le condizioni per la presenza dell'acqua liquida in superficie.

TRAPPIST-1 f è un pianeta con dimensioni simili a quelle della Terra, che orbita in circa 9 giorni ad una distanza media di 5,5 milioni di chilometri dalla stella madre; in comparazione Mercurio dista dal Sole circa 58 milioni di km, oltre 10 volte in più.
Ha una Temperatura di equilibrio di 215 K (−58 °C), un raggio di 1,05 R⊕ , ed una massa di 0,93 M⊕, ed una densità pari a 4,5 g/cm³. Queste valutazioni suggeriscono una gravità superficiale di 6,1 m/s² (62% del valore terrestre).

## Abitabilità
Essendo la stella notevolmente meno luminosa del Sole, il pianeta si trova probabilmente nella zona abitabile, con una temperatura di equilibrio di circa 200 K se si assume un'albedo simile a quella della Terra (0,3), mentre con un'albedo pari a 0 la temperatura di equilibrio sarebbe di 219 K.
La temperatura reale in superficie dipende dall'eventuale atmosfera di cui il pianeta potrebbe essere dotato, che potrebbe innalzare la temperatura a causa dell'effetto serra, come avviene anche per la Terra, che ha una temperatura media globale di 15 °C, mentre la temperatura di equilibrio è di circa −18 °C. Nel 2020, uno studio di Del Vecchio et al. suggerisce che la temperatura superficiale sia di circa 203 K, che suggerisce che il pianeta potrebbe essere troppo freddo e completamente congelato per sostenere l'acqua liquida in superficie.
Uno studio del 2023 suggerisce che pianeti come questo potrebbero avere un oceano sotterraneo e fenomeni di criovulcanismo in superficie, per via delle forze mareali della stella che riscaldano il suo interno, come avviene per le lune ghiacciate del sistema solare Europa ed Encelado.